# Aeschynanthus
Aeschynanthus is een geslacht van kruidachtige planten uit de familie Gesneriaceae. De naam is een samenstelling van Oudgrieks αἰσχύνη, aischunē (schaamte of schande) en ἄνθος, anthos (bloem). 
De soorten lijken veel op die van het verwante geslacht Columnea.
Deze epifyten, waarvan circa 185 soorten bekend zijn, komen van nature voor in de vochtige bossen van Azië, van de Himalaya tot Indonesië. Ze kunnen zeer rijk bloeien met scharlakenrode, oranje, gele of groenige bloemen, die eind- of okselstandig zijn. De kelk is kort, vijfdelig. De kroonbuis is lang, buikig of van boven uitlopend, vaak naar binnen gekromd. De kroonzoom is tweelippig en vaak scheef. De bovenlip heeft twee slippen en staat overeind of is naar achteren gekromd. De onderlip heeft drie slippen die uitstaan of waarvan de middelste teruggebogen is. De vier meeldraden steken bijna altijd naar buiten. De bladeren zijn tegenoverstaand, vlezig of leerachtig, groen of gemarmerd.
Sommige soorten worden gebruikt als kamerplant, waaronder Aeschynanthus andersonii, Aeschynanthus pulcher en Aeschynanthus radicans.

## Enkele soorten
- Aeschynanthus andersonii
- Aeschynanthus micranthus
- Aeschynanthus pulcher
- Aeschynanthus radicans
- Aeschynanthus speciosus